# Aureliana
Aureliana là một chi thực vật thuộc họ Solanaceae. Chi này có các loài sau (tuy nhiên danh sách này có thể chưa đủ):
- Aureliana angustifolia R.C.Almeida
- Aureliana brasiliana (Hunz.) Barboza & Hunz
- Aureliana fasciculata (Vell.) Sendtn.
  - Aureliana fasciculata var. fasciculata
- Aureliana glomuliflora Sendtn.
- Aureliana lucida Sendt.
- Aureliana tomentosa Sendtn.
- Aureliana velutina Sendtn.
- Aureliana wettsteiniana (Witas.) Hunz. & Barboza